# Hôtel de Ville (La Courneuve)

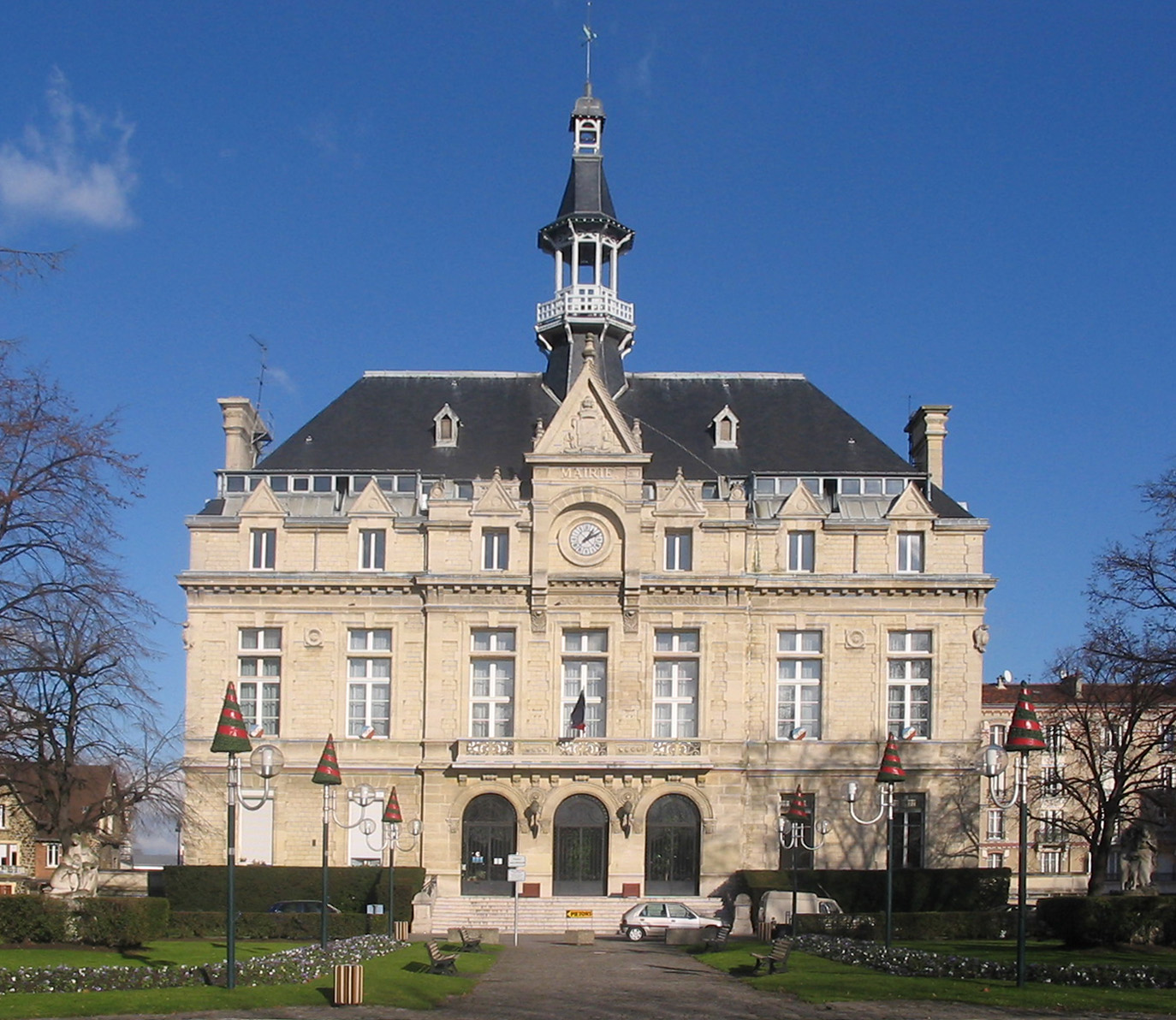
Hôtel de Ville in La Courneuve

Das Hôtel de Ville (deutsch Rathaus) in La Courneuve, einer französischen Stadt im Département Seine-Saint-Denis in der Region Île-de-France, wurde 1908 errichtet. Das repräsentative Hôtel de Ville steht an der Place de la République.
Da die Stadt einen ständigen Bevölkerungszuwachs hatte, war der Neubau für die größere Verwaltung notwendig geworden. Das dreigeschossige Gebäude mit sieben Fensterachsen besitzt über der Mittelachse einen hohen Dachreiter, der von einer Laterne bekrönt wird. Darunter ist eine Uhr angebracht, über der in einem Dreiecksgiebel das Wappen der Stadt zu sehen ist. 